# Urso und Landolf
Urso und Landolf waren nach der Legende ein wohlhabendes Brüderpaar aus Glarus, das im 6. Jahrhundert seine Ländereien dem heiligen Fridolin, Glaubensbote und Patron der Stadt Bad Säckingen, vermacht haben soll. Nach dem Tod von Urso habe Landolf die Schenkung angefochten. Fridolin habe daraufhin die Gebeine des Verstorbenen vom Friedhof geholt und dem Gericht das Skelett als Zeugen präsentiert. Landolf habe daraufhin reumütig die Schenkung anerkannt und auch seine eigenen Besitztümer im Glarnerland für Fridolin zur Verfügung gestellt. 
Auf verschiedenen Darstellungen ist Fridolin mit dem Skelett des Urso abgebildet. 